# مارتینوو (سرزمین آلتای)
مارتینوو (به لاتین: Martynovo) یک منطقهٔ مسکونی در روسیه است که در سرزمین آلتای واقع شده‌است.